# موقع بنو رزام
بنو رزام موقع أثري يقع في منطقة عسير تحديداً في بني مالك عسير جنوب المملكة العربية السعودية.

## الوصف
يقع موقع بني رزام على قمة جبل السر الواقع إلى الشرق من الطريق المعبد الذي يربط بين مدينة أبها بمدينة الطائف٬ ويشتمل على عدد من الأبنية والأبراج المشيدة بالكتل الحجرية٬ ومسجد ملاصق للبرج الرئيس٬ ووجدت أيضًا كِسَر لأواني فخارية ذات لون بني٬ وبعضها ذو بطانة حمراء٬ وتشير الأعمال والدراسات الأثرية إلى أن هذه الأبنية ترجع إلى 300 سنة تقريبًا.
ُ
كما تحوي واجهات الصخور القريبة من الموقع نفسه مجموعة من النقوش والرسوم الصخرية الآدمية والحيوانية نفذت بأسلوب الحفر الغائر، وجميع هذه الكتابات والرسومات الصخرية يعود إلى الألف الخامس حتى الألف الأول قبل الميلاد.

## وصلات خارجية
- آثار مسجد قلعة بنو رزام